# Andrei Kliușnikov
Andrei Ivanovici Kliușnikov (în rusă Андрей Иванович Клюшников), nume real Vasili Surov (în rusă Василий Суров; n. 1892, Sapozhkovskiy Uyezd⁠(d), gubernia Reazan⁠(d), Imperiul Rus – d. 1924, Galilești, Ismail, România), cunoscut și ca Nenin sau Ninin, a fost un revoluționar bolșevic, cunoscut pentru că a condus Răscoala de la Tatarbunar.

## Biografie
Născut în regiunea Reazan, acesta lucra în perioada antebelică într-o fabrică din Petrograd. În primul război mondial a luptat pe frontul român. S-a alăturat mișcării bolșevice. A trecut Nistrul, iar, pe 15 septembrie 1924, a condus răscoala de la Tatarbunar împotriva autorității române, susținând alipirea Basarabiei la Uniunea Sovietică. A fost ucis de autoritățile române în timpul rebeliunii.